# Skovfinner
Skovfinner (finsk: metsäsuomalaiset, norsk: skogfinner, svensk: skogsfinnar) betegner efterkommere af finske migranter til Sverige fra slutningen af 1500-tallet og videre til det sydøstlige Norge fra 1640'erne. Oprindeligt kom skovfinnerne fra Savolax og det nordlige Tavastland, hvorfra de udvandrede til Egentliga Sverige og Norge. Helt op til 1990-tallet findes eksempler på, at norske myndigheder regnede skovfinnerne som en sydnorsk gruppe af kvæner, men det drejer sig om forskellige grupper. I dag er skovfinner en af Norges fem nationale minoriteter.
I slutningen af 1700-tallet var skovfinnerne i høj grad assimileret ind i de svenske og norske samfund, og deres sprog, en variant af finske Savolax-dialekter, er bevaret i lydbåndoptagelser og dialektstudier fra tidligt i 1900-tallet og frem til omkring 1970.

## Sverige
I løbet af 1400- og 1500-tallet koloniserede østfinnerne store områder med svedjebrug. En del flyttede til Österbotten, mens en anden bølge bevægede sig mod vest til Sverige. Omkring år 1600 blev dele af Finland hærget af krig, misvækst og hungersnød, og landets svenske styre vakte bøndernes misnøje. Områder egnet for svedjebrug var ved at blive opdyrket, og hertug Karl (senere kong Karl 9. af Sverige) så muligheden for nye skatteindtægter fra sit tyndt befolkede hertugdømme i Midt-Sverige. Han indbød svedjekyndige finner med løfte om seks års skattefrihed. På den vis fik han både indtægter af ødemarken og befolket grænseskovene mod Norge. Fra den østlige del af Egentliga Sverige flyttede skovsfinner til dele af Norrland, Bergslagen og Värmland.
De sidste kendte skovfinner i Sverige, der talte skovfinsk flydende, var Johannes Johansson-Oinoinen ("Nitahå-Jussi"), død i 1964, og Karl Persson, død i 1969.

## Norge
I 1640'erne kom der fart i indvandringen til Norge, langsmed svenskegrænsen fra det nordlige Østfold til Trysil, men også så langt vest som Hadeland og Drammen. De fleste som kom, var født i Sverige. Grænseområdet blev efterhånden kendt som Finnskogene, da den finske andel af befolkningen blev så omfattende, at deres sprog enkelte steder holdt sig frem til midten af 1900-tallet. Deres byggeskik skiller sig fra norsk og svensk tradition, især ved typiske bygninger som røgstue (bolighuset), rie (tørrehus for rugen) og badstue. Til forskel fra nordmænd brugte skovfinnerne røgovn, en ovntype uden skorsten med meget god varmeudnyttelse. De praktiserede stadig svedjebrug, afbrændte skoven på mindre områder, såkaldte rugbråter, jordstykker, hvor der er sået rug i asken. Denne driftsform fortsatte enkelte steder frem til ca. 1800, men efterhånden gik efterkommerne over til bofast landbrug.
Norske myndigheder prøvede at få et overblik over antal skovfinner i Norge ved folketællinger, blandt andet ved finnemandtallet for 1686.
Erik Pontoppidan skrev i 1753: "Disse finner ere gode skytter, og nære sig deels med jagt, deels ogsaa med braate-hugst til at saae næper og rug i, hvoraf man kalder dem rug-finner." Om nordmænds holdning til den jævne skovfinne: "- og tracterer ham med samme myndighed, som i andre lande enhver pleyer at tiltage seg selv over jøderne." I en fodnote vises til Tacitus' Germania, hvor finnerne beskrives som Fennis mira feritas, foeda paupertas, at de levede i "vildskab og ussel fattigdom" iflg den første kendte tekst om skovfinner.
I lighed med sin fætter Bjørnstjerne Bjørnson, som han skrev den norske nationalsang sammen med, nedstammede Rikard Nordraak fra skovfinnen Mads Mikkelsen Finne på Land. Mads Mikkelsen Nordraach, der var Bjørnsons morfar og Nordraaks farfar, kom fra husmandspladsen Nordråkeidet. Digteren Rudolf Nilsen nedstammede fra skovfinnerne på Grasmo i Setskog, hvor hans morfar Nils Andersen oprindeligt kom fra.
I senere år er der i Finnskogen gjort meget for at tage vare på skovfinsk kultur, bl.a. med oprettelsen af Republikken Finnskogen. Forfatteren Åsta Holth og museumsbestyreren Birger Nesholen har via Norsk Skogfinsk Museum på Grue Finnskog været centrale i dette arbejde. Den nordlige del af Oslomarka blev ryddet af skovfinner, steder som Hakloa, Brattholt, Finnerud og Mago. "Mago" skal have betydet "hvilested" på gammelfinsk. Mattis Mago blev født i 1631, og hans slægt sad på Mago helt frem til 1831. En hel bygd lå udenfor hovedstaden, med navne som Larmerud, Beltern, Svesbråten, Bratvold, Panka, Mutta og Mylla. Fire statsministre fra Arbeiderpartiet har holdt til her: Einar Gerhardsen, Oscar Torp, Trygve Bratteli og senere Gro Harlem Brundtland. Her dyrkede skovfinnerne rug og majroer, og padlede i udhulede stokkebåde. Da svedjebrug blev forbudt i Norge, gik skovfinnerne over til almindeligt landbrug. Andre blev bjergværksfinner på Kongsberg Sølvværk, Bærums værk og Hakadals værk. I starten af 1800-tallet fik mange skovfinner det svært. Hovedstadens grosserere købte Finnskogen op, og somrene var så kolde, at rugen rådnede. Dødeligheden blandt finnerne var høj. Men i 1820-tallet gik flere skovspekulanter fallit, så mange finnebønder fik købt gård og skov tilbage.
Finnebopladser findes over et stort område i Østlandet fra Finnskogen i nordøst til Finnemarka udenfor Drammen i sydvest. Mange er fortsat i drift som almindelige småbrug. Skovfinnerne har efterladt sig mange finske stednavne, og mange navne med ‑brenna, -bråten, -kåsa og -svea, som alle betyder "jord ryddet ved svedjebrug". Hakkloa i Nordmarka er et eksempel. Centrum for kulturen i Norge ligger i Finnskogen i Hedmark. Finnebopladser findes over et stort område på Østlandet fra Finnskogen i nordøst til Finnemarka utenfor Drammen i sydvest.
Skovfinnernes piger pyntede barkeskoene med silkeduske. Mændene gik med rød uldvest og knæbukser af elgskind. Blandt andre skikke var at efterlade en halmvisk udenfor døren. Denne tissede de på, hvis de måtte "udenfor" i nattens løb. Det ludede halmen og gjorde den nemmere fordøjelig for køerne. At være en finn var sådan en skam, at da bondesønnen Peder fra Hadeland giftede sig med finnepigen Marte fra Skrukkelia, blev han udstødt fra sin familie og ikke engang taget til nåde på dødslejet. Mang en finn fornægtede derfor sin baggrund. Finnerne gik med kniv, men drab skete som regel indenfor egne rækker. Da Lars Monsen fra Monsebråten på Krokskogen i 1671 blev knivstukket og dræbt på køkkenet på Haug gård i Lommedalen, var gerningsmanden hans landsmand Matis Eriksen fra Matisplassen.